# Horaismoptera
Genre
Horaismoptera est un genre d'insectes diptères brachycères de la famille des Canacidae.

## Systématique
Le genre Horaismoptera a été créé en 1907 par l'entomologiste autrichien Friedrich Georg Hendel (1874-1936).

## Liste d'espèces
Selon l’Index to Organism Names (ION) consulté le 29 octobre 2022 :
- Horaismoptera grisea (Seguy, 1933)
- Horaismoptera hennigi Sabrosky, 1978
- Horaismoptera microphthalma (Bezzi, 1908)
- Horaismoptera vulpino Hendel, 1907